# 1024
1024 (MXXIV) fue un año bisiesto comenzado en miércoles del calendario juliano.

## Acontecimientos
- Juan XIX es nombrado papa.
- Ocurre la batalla de Lemnos.

## Nacimientos
- Rey Magnus I de Noruega, (murió en 1047)

## Fallecimientos
- 9 de abril - Benedicto VIII, papa.
- Enrique II el Santo - Emperador romano, (nació en 972)
- Abderramán V, califa del Califato de Córdoba.